# Ленинградский (Чукотский автономный округ)
Ленингра́дский — бывший посёлок (ранее — посёлок городского типа) в Иультинском районе Чукотского автономного округа России. До 2008 года входил в состав Шмидтовского района.

## Географическое положение
Посёлок расположен в Азии, вблизи побережья Северного Ледовитого океана, на правом берегу реки Рывеем.
Расстояние до райцентра 122 км, до ближайшего посёлка Полярный — 30 км.

## Население
| 1979 | 1989  | 2002 | 2010 | 2011 | 2012 | 2013 |
| ---- | ----- | ---- | ---- | ---- | ---- | ---- |
| 2665 | ↗3606 | ↘764 | ↘0   | →0   | →0   | →0   |

## История
В 1965 году Полярнинской геологоразведочной партией Чаунского РайГРУ в долине реки Рывеем было обнаружено крупное месторождение золота. Уже в следующем году началось строительство прииска и горняцкого посёлка.
Градообразующим предприятием посёлка являлся прииск Ленинградский Полярнинского горно-обогатительного комбината.
Посёлок застраивался благоустроенными 2-этажными деревянными домами. На восточной окраине располагался район частной жилой застройки. Там же находилось самое высокое строение посёлка — здание фабрики по извлечению рудного золота.
Улица, где был возведён последний жилой квартал в 1980-х гг, была названа в честь директора Полярнинского ГОКа С.Ладного.
Имелись средняя школа, два детских сада, врачебная амбулатория, узел связи, библиотека, клуб, спортзал, горнолыжный подъёмник.
Улицы: Молодёжная, Октябрьская, Первооткрывателей, Прибрежная, Транспортная, Шахтерская, Ладного.
В 1998 году посёлок был официально ликвидирован, часть населения выехала в другие регионы. Однако другая его часть в связи с отсутствием жилья в центральных районах страны с 1998 года, как минимум, по 2000 год продолжала жить в посёлке в надежде воспользоваться правом получения жилищной субсидии.

## Транспорт
До соседнего посёлка Полярный была построена круглогодичная автодорога с дальнейшим выходом на Шмидтовский зимник.
В 10 км к северу от посёлка на берегу Чукотского моря находился морской причал. 69°26′35″ с. ш. 178°31′49″ в. д.
Действовал аэропорт, расположенный на косе реки Рывеем, воздушная связь осуществлялась с райцентром (Ан-2, Ми-4, Ми-8) и г. Певек (Ан-28).

## Современное состояние
В настоящее время постоянного населения в посёлке не проживает. На окраине посёлка вахтовым методом работают небольшие золотодобывающие артели старателей Шахтёр и Арктика.

## Топографические карты
- Лист карты R-60-XXIII,XXIV Ленинградский. Масштаб: 1 : 200 000. Состояние местности на 1981 год. Издание 1987 г.
- Лист карты R-59,60 Певек.  Масштаб: 1 : 1 000 000. Издание 1986 г.